# Елен Џонсон Серлиф
Елен Џонсон Серлиф (енгл. Ellen Johnson Sirleaf; Монровија, Либерија, 29. октобар 1938) је 24. по реду председница Либерије. Функцију је обављала од 2006. до 2018. Пре тога је била министарка финансија за време председника Виљема Толберта, од 1979. до државног удара 1980. године, након чега је напустила Либерију и била на високим функцијама у разним финансијским институцијама. На председничким изборима 1997. године била је на другом месту, али је победила на изборима 2005. године. Елен Серлиф је прва, и закључно са 2021. једина жена на месту шефа државе у Либерији.
Заједно са Лејмом Гбови и Тавакул Карман добитница је Нобелове награде за мир 2011. због, како је образложено, „ненасилне борбе за сигурност жена и женска права за пуно учешће у изградњи мира“.
На председничким изборима 2017. није мола да учествује због уставних ограничења на број мандата, а њен потпредседник Џозеф Бокаи је изгубио од бившег фудбалера Џорџа Вее.